# Де Суттер, Том
Том Де Суттер (нидерл. Tom De Sutter, МФА: [ˈtɔm dəˈsʏtər]; родился 3 июня 1985, Генте, Бельгия) — бельгийский футболист, нападающий. Выступал за сборной Бельгии.

## Карьера клубная

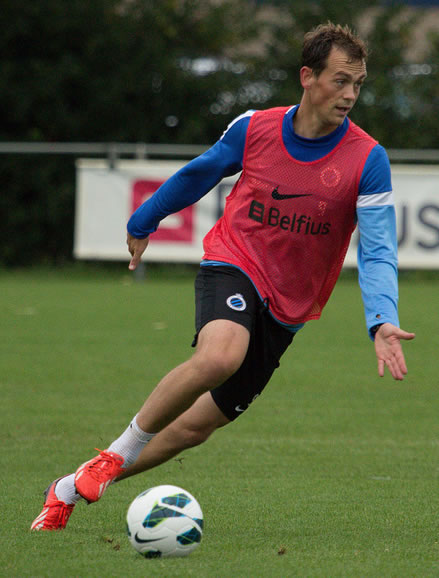
Де Суттер на тренировке «Брюгге»

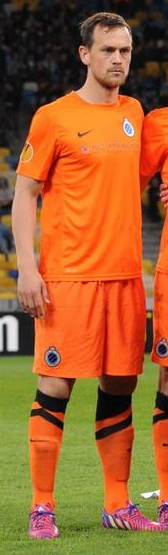
Де Суттер в составе «Брюгге»

Де Суттер начал свою карьеру в местном клубе «Белегем», где на него вышли скауты команды третьего дивизиона чемпионата Бельгии «Стандард Ветерен». Из «Ветерена», он переехал в молодёжную команду «Брюгге», где так и не смог закрепиться в основе и вернулся в третий дивизион, выступать за «Торхаут». В новом клубе том провел всего сезон. В межсезонье «Торхаут» встречался в товарищеском матче с командой «Серкль Брюгге», к котором Де Суттер оформил хет-трик.
«Серкль» приметил нападающего и пригласил его в свои ряды. В первом же официальном матче против «Мускрона», Том забил гол. 27 ноября 2007 года в поединке против «Мехелена» Де Суттер забил четыре гола за 21 минуту. В следующем туре против принципиальных соперников из «Брюгге», гол Тома решил исход поединка в пользу его команды. Высокая результативность нападающего привлекла к нему внимание других клубов. К Де Суттеру проявляли интерес «Андерлехт» и турецкий «Трабзонспор». По мнению спортивных СМИ и болельщиков Том был признан лучшим футболистом первой половины сезона. Также он занял третье место в споре бомбардиров 2007 года.
В феврале 2008 года после кубкового матча против «Стандарда», в котором Том отметился очередным голом, появились слухи о продаже футболиста. Самую большую цену, 7,5 млн евро, предлагал российский «Зенит», хотя тренер питерцев, Дик Адвокат опровергал подобные заявления. Тем не менее Де Суттер принимает решение остаться в «Серкль Брюгге». В конце января 2008 года Том порвал связки колена и остался вне игры на полгода.
В октябре было руководством «Андерлехта» было объявлено, что в зимнее трансферное окно Де Суттер должен перейти в стан команды. 16 января 2009 года в поединке против своего бывшего клуба «Серкль Брюгге», нападающий дебютировал за новую команду. 7 февраля в матче против «Монса» Де Суттер забил свой первый мяч за «Андерлехт». В первых сезонах, Том не был основным нападающим, борясь за место в основе с Ромелу Лукаку. После ухода последнего в лондонский «Челси», Де Суттер стал чаще выходить на поле в стартовом составе.
Летом 2013 года Том перешёл в «Брюгге». Сумма трансфера составила 3,5 млн евро. 26 июля в матче против «Шарлеруа» он дебютировал за новую команду, заменив во втором тайме Эйдура Гудьонссена. 17 августа в поединке против «Мехелена» Де Суттер забил свой первый гол за «Брюгге». В первом сезоне Том забил 12 голов, а во втором 10. В матчах Лиги Европы против финского ХИКа и турецкого «Бешикташа» он забил три гола. В том же сезоне Де Суттер помог «Брюгге» выиграть Кубок Бельгии.
Летом 2015 года Том перешёл в турецкий «Бурсаспор». 29 августа в матче против «Истанбул Башакшехира» он дебютировал в турецкой Суперлиге.
Летом 2016 года Де Суттер вернулся на родину, подписав контракт на три года с «Локереном». 30 июля в матче против «Сент-Трюйдена» он дебютировал за новую команду. 7 августа в поединке против «Вестерло» Том забил свой первый гол за «Локерен».

## Международная карьера
В молодёжную сборную Бельгии Том был вызван для участия в квалификационном раунде за попадание на Олимпийские игры 2008 года в Пекине. Несмотря на то, что он принимал участие в отборочных матчах, в итоговую заявку команды Де Суттер не попал.
8 августа 2008 года в товарищеском матче против сборной Германии, Том дебютирует в основной сборной Бельгии.

## Достижения
Командные
 «Андерлехт»
- Чемпион Бельгии — 2009/10
- Чемпион Бельгии — 2011/12
- Чемпион Бельгии — 2012/13
- Обладатель Суперкубка Бельгии — 2010
- Обладатель Суперкубка Бельгии — 2012

 «Брюгге»
- Обладатель Кубка Бельгии — 2014/2015